# Celama quadrimaculata
Celama quadrimaculata är en fjärilsart som beskrevs av Franciscus J.M. Heylaerts 1892. Celama quadrimaculata ingår i släktet Celama och familjen trågspinnare. Inga underarter finns listade i Catalogue of Life.